# Sunne (Suède)
Pour les articles homonymes, voir Sunne.
Sunne est une localité du comté de Värmland, en Suède, située dans la commune de Sunne dont elle est le chef-lieu.
Sa population était de 5 098 habitants en 2018.